# 黑龙江晨报
《黑龙江晨报》由黑龙江晚报社创办于1992年，是一份综合晨报。该报是是中华人民共和国的第一家晨报，第一期于1993年1月1日发行。2018年1月，该报宣布周六、周日不再出版。2018年《黑龙江晨报》宣布将从2019年1月1日起停刊。